# Robert Pokluda
Robert Pokluda (* 2. února 1970) je český zemědělský inženýr, v letech 2006 až 2010 a opět od roku 2022 prorektor Mendelovy univerzita v Brně, v letech 2011 až 2019 děkan Zahradnické fakulty Mendelovy univerzity (ZF MENDELU). 
V letech 1989 až 1993 absolvoval studium na Vysoké škole zemědělské v Brně (dnes MENDELU). Od února 2006 do září 2010 působil jako prorektor MENDELU pod vedením rektora Jaroslava Hluška. V březnu 2011 se stal děkanem ZF MENDELU, kterou vedl po dvě volební období až do roku 2019. V roce 2013 neúspěšně kandidoval na funkci rektora Mendelovy univerzity, ve volbě jej porazil Ladislav Havel. V roce 2015 byl jmenován profesorem na Slovenské zemědělské univerzitě v Nitře. V dubnu 2022 se opět stal prorektorem MENDELU, tentokrát po boku rektora Jana Mareše. Pokluda dostal do gesce informační a komunikační technologie.
V rámci své odborné činnosti se zaměřuje na oblast zelinářství, jmenovitě například na fyziologii zeleniny, hydroponické systémy či nutriční kvalitu.